# NGC 80
NGC 80 je čočková galaxie vzdálená od nás zhruba 262 milionů světelných let nacházející se v souhvězdí Andromedy. Objevil ji John Herschel v roce 1828 reflektorem o průměru 18,7 palců (47,5 cm).